# Stefan Fryc
Stefan Fryc (* 10. August 1894 in Nowa Wieś; † 9. November 1943 in Warschau) war ein polnischer Fußballspieler.

## Frühe Jahre und Militär
Stefan Fryc wurde am 10. August 1894 in Nowa Wieś Szlachecka in der Nähe von Krakau geboren. Von 1907 bis 1913 besuchte er das St. Anna-Gymnasium in Krakau. Im September 1914 wurde er zu den Streitkräften von Österreich-Ungarn einbezogen. Während des Ersten Weltkrieges wurde Fryc als Beobachter und Unteroffizier des Nachrichtendienstes eingesetzt und war an der serbischen sowie italienischen Front im Einsatz. Am 1. November 1918 trat er in die polnische Armee ein. Im Februar 1919 wurde Fryc an die ukrainische Front geschickt und nahm so am Polnisch-Sowjetischen Krieg als Leutnant im 6. Feldartillerieregiment teil. Am 8. Februar 1924 wurde er zum Leutnant der Reserveartillerie mit Dienstalter ab 1. Juni 1919 ernannt. Von 1922 bis 1924 war er Angestellter der Bank Kupiectwa Polskiego (Handelsbank) und ab 1924 bis 1939 Angestellter Powszechny Bank Kredytowy SA.

## Fußball

### Verein
Mit dem Fußballspiel begann Fryc bereits in der Schulzeit und wurde 1910 schließlich Mitglied bei KS Cracovia. Im Oktober 1911 rückte der junge „Moryc“ (Eigen gegebener Spitzname) bereits in die 1. Mannschaft auf. Im Jahr 1913 gewann er mit dem Verein die Österreichische Meisterschaft für Polen. Im Jahre 1921 erfolgte der Gewinn der polnischen Fußballmeisterschaft, schließlich beendete er 1927 seine aktive Laufbahn.

### Nationalmannschaft
Fryc spielte zwischen 1922 und 1924 insgesamt 8 Mal im Dress der Nationalmannschaft auf. Sein Debüt gab er am 28. Mai 1922 beim 2:1-Erfolg über Schweden, dieser Sieg war gleichzeitig der überhaupt erste in der Geschichte für die polnische Fußballnationalmannschaft. Mit dem Nationalteam nahm er an den Olympischen Sommerspielen 1924 in Paris teil. Hier verlor er am 26. Mai 1924 mit der Mannschaft 0:5 gegen Ungarn, dies war sein letztes Spiel als Nationalspieler.

## Zweiter Weltkrieg und Tod
Mit Beginn des Zweiten Weltkrieges 1939 nahm er am Verteidigungskrieg als Reserveleutnant der Artillerie teil. Später wurde Fryc in Ungarn interniert und kehrte 1943 nach Warschau zurück. Nach seiner Rückkehr wurde Fryc von der Gestapo verhaftet und vor ein Standgericht gestellt. Dieses verurteilte ihn zum Tode, die Vollstreckung erfolgte bei einer Massenhinrichtung im Warschauer Ghetto durch Erschießung.

## Erfolge
- Gewinner der Österreichischen Meisterschaft für Polen: 1913
- Polnischer Meister: 1921